# Dinualdo D. Gutierrez
Dinualdo D. Gutierrez (* 20. Februar 1939 in Romblon; † 10. Februar 2019 in General Santos) war ein philippinischer Geistlicher und römisch-katholischer Bischof von Marbel.

## Leben
Dinualdo D. Gutierrez studierte Philosophie und Theologie am St. Vincent Ferrer Seminary in Jaro, Iloilo City, und empfing am 7. April 1962 die Priesterweihe. Weitere Studien führten ihn unter anderem an die Päpstliche Universität Heiliger Thomas von Aquin in Rom (Doktorat in Theologie; 1971) und an die University of San Agustin in Iloilo City (Doktorat in Management; 1980). Er war Professor und Vizerektor am Colegio de la Purisima Concepcion (CPC) in Roxas City und am St. Joseph Regional Seminary in Jaro, Iloilo City. Er war Generalvikar in Capiz und Marbel.
Papst Johannes Paul II. ernannte ihn am 19. November 1980 zum Koadjutorprälat von Marbel. Die Bischofsweihe spendete ihm der Erzbischof von Capiz, Antonio José Frondosa, am 28. Januar des nächsten Jahres; Mitkonsekratoren waren Fernando R. Capalla, Prälat von Iligan, und Reginald Edward Vincent Arliss CP, Prälat von Marbel. Mit der Emeritierung Reginald Edward Vincent Arliss' CP folgte er ihm am 1. Oktober 1981 als Prälat von Marbel nach. Mit der Erhebung zum Bistum am 15. November 1982 wurde er zum Bischof von Marbel ernannt.
Papst Franziskus nahm am 28. April 2018 seinen altersbedingten Rücktritt an. Er war langjähriger Vizepräsident der philippinischen Bischofskonferenz. 
Er starb am 10. Februar 2019 in General Santos City.